# Stenellipsis sculpturata
Stenellipsis sculpturata es una especie de escarabajo longicornio del género Stenellipsis, tribu Acanthocinini, subfamilia Lamiinae. Fue descrita científicamente por Broun en 1915.
La especie se mantiene activa durante el mes de enero.

## Descripción
Mide 7 milímetros de longitud.

## Distribución
Se distribuye por Nueva Zelanda.